# Once (Nightwish)
Once è il quinto album del gruppo musicale finlandese Nightwish, pubblicato il 7 giugno 2004 e distribuito principalmente dalla Nuclear Blast.

## Descrizione
Si tratta dell'ultimo album in cui è presente Tarja Turunen, sostituita poi da Anette Olzon. L'uscita dell'album è stata anticipata dal singolo Nemo. Altri singoli estratti sono stati Wish I Had an Angel, Kuolema tekee taiteilijan e The Siren.
L'album Once in Europa è stato distribuito dalla Nuclear Blast oltre che nella versione standard, anche in un'edizione Dual Disc e DVD Audio. Inoltre l'etichetta ha pubblicato alcune edizioni speciali, sia in Francia che nel Regno Unito, che comprendono 2 bonus track (White Night Fantasy e Live To Tell The Tale) ed il videoclip della canzone Nemo, con in più il singolo Wish I Had Angel come secondo disco.
In Finlandia Once è stato pubblicato dalla Spinefarm Records che il 24 novembre 2004, ha pubblicato la versione Platinum con un secondo CD in cui sono presenti White Night Fantasy e Live To Tell The Tale, ed il videoclip della canzone Nemo.
L'album Once è stato pubblicato anche dalla Roadrunner Records in USA, Canada, Australia e Nuova Zelanda.
La copertina dell'album mostra l'immagine di un angelo femmina appoggiato, in posizione stremata, su un monumento sul quale è incisa la scritta "Once". Tale figura è racchiusa da un cerchio nella versione normale dell'album, mentre copre tutta la copertina nella versione Platinum. La scultura originale di questa copertina è l'Angel of Grief e si trova a Roma nel Cimitero acattolico, accanto alla Piramide Cestia.
Con la band ha suonato l'orchestra sinfonica Academy of St. Martin in the Fields.
Le orchestrazioni, arrangiamenti e direzioni di cori e orchestre sono a cura di Pip Williams.
L'album nella prima settimana dall'uscita ha raggiunto la prima posizione nelle classifiche di Finlandia, Germania, Norvegia e Grecia, ed ha venduto 80.000 solo in Germania.

## Tracce
Testi di Tuomas Holopainen,  musiche di Tuomas Holopainen, eccetto dove è indicato
Edizione standard e Special Edition #1 (CD 1)
1. Dark Chest of Wonders – 4:28
2. Wish I Had an Angel – 4:05
3. Nemo – 4:36
4. Planet Hell – 4:38
5. Creek Mary's Blood (feat. John Two-Hawks) – 8:29
6. The Siren – 4:45 (musica: Tuomas Holopainen, Emppu Vuorinen)
7. Dead Gardens (feat. Jouni Hynynen) – 4:28
8. Romanticide – 4:58 (musica: Tuomas Holopainen, Marco Hietala)
9. Ghost Love Score – 10:02
10. Kuolema tekee taiteilijan – 3:58
11. Higher Than Hope – 5:37 (musica: Marco Hietala, Tuomas Holopainen)

Platinum Edition e Special Edition #2 (CD 1)
1. Live to Tell the Tale – 5:02
2. White Night Fantasy – 4:04
3. Nemo (Video clip)

Special Edition #1 (CD 2)
1. Nemo (Album Version)
2. Live To Tell The Tale
3. Nemo (Orchestral Version)
4. Nemo (Video Clip)

Special Edition #2 (CD 2)
1. Wish I Had An Angel (Album Version)
2. Ghost Love Score (Instrumental Version)
3. Where Were You Last Night (Ankie Bagger cover)
4. Wish I Had An Angel (Demo Version)
5. Photogallery / Screensaver

Dual Disc/DVD Audio
1. White Night Fantasy – 4:04

1. Symphony Of Destruction (Live)
2. Creek Mary's Blood (Orchestral Version)
3. Ghost Love Score (Orchestral Version)
4. Nemo (Video clip)
5. Wish I Had An Angel (Video clip)

## Formazione
- Tarja Turunen – voce femminile
- Erno "Emppu" Vuorinen – chitarre
- Tuomas Holopainen – pianoforte, tastiere
- Marco Hietala – basso; voce maschile in Wish I Had an Angel, Planet Hell, The Siren, Romanticide e Higher Than Hope
- Jukka Nevalainen – batteria, percussioni

### Altri musicisti
- Marc Brueland – parlato in Higher Than Hope
- Jouni Hynynen – voce death in Dead Gardens
- John Two-Hawks – parlato e flauto in Creek Mary's Blood
- London Philharmonic Orchestra
  - Violino: Gavyn Wright, Jackie Shave, Perry Montague-Mason, Chris Tombling, Dave Woodcock, Rita Manning, Warren Zielinski, Liz Edwards, Patrick Kiernan, Julian Leaper, Boguslaw Kostecki, Kathy Shave, Mark Berrow, Cathy Thompson, Everton Nelson, Simon Fischer, Dermot Crehan, Eddie Roberts
  - Viola: Peter Lale, Bruce White, Gustav Clarkson, Kate Musker, Edward Vanderspar, Tim Grant, Rachel Bolt, Zoe Lake, Don McVay
  - Violoncello: Anthony Pleeth, Caroline Dale, Ben Chappell, Martin Loveday, Jonathan Williams, Dave Daniels, Robin Firman, John Heley
  - Contrabbasso: Chris Laurence, Mary Scully, Patrick Lannigan, David Ayre, Leon Bosch, Linda Houghton
  - Flauto: Andy Findon, Nina Robertson
  - Oboe: Chris Hooker
  - Clarinetto: Nick Bucknall
  - Corno francese: Nigel Black, Mike Thompson, Philip Eastop, Richard Berry, Paul Gardham
  - Tromba: Andy Crowley, Derek Watkins, John Barelay
  - Trombone: Roger Harvey, Mark Nightingale
  - Tuba: Owen Slade
  - Arpa: Skaila Kanga
  - percussioni: Chris Baron